# إدوارد برادلي
إدوارد برادلي (بالإنجليزية: Edward Bradley)‏ هو قاضي ومحامي وسياسي أمريكي، ولد في 1 أبريل 1808، وتوفي في 5 أغسطس 1847 بنيويورك في الولايات المتحدة. حزبياً، نشط في الحزب الديمقراطي. وقد انتخب عضو مجلس ولاية ميشيغان وانتخب عضو مجلس النواب الأمريكي.